# 王家湾駅 (南京市)
王家湾駅（おうかわんえき）は、中華人民共和国江蘇省南京市玄武区東方路と蒋王廟街道の隣接するところにある、南京地下鉄4号線の駅である。

## 歴史
- 2017年1月18日4号線の駅として開業。

## 駅構造
地下2層構造の駅である。

### のりば
| 番線 | 路線            | 方面                        | 行先          |
| ---- | --------------- | --------------------------- | ------------- |
|      | 南京地下鉄4号線 | 雲南路・草場門・珍珠泉 方面 | 余家営 行き   |
|      | 南京地下鉄4号線 | 仙林湖・白象 方面           | 華僑城東 行き |

## 隣の駅
南京地下鉄
■4号線
蒋王廟駅- 崗子村駅- 聚宝山駅